# Nobili Torino
Nobili Torino – włoski klub piłkarski z siedzibą w mieście Turyn, w północno-zachodniej części kraju.

## Historia
Chronologia nazw:
- 1889: Nobili Torino
- 1891: klub rozwiązano – po fuzji z Torino Football & Cricket Club, tworząc Internazionale Torino

Klub piłkarski Nobili Torino został założony wiosną 1889 roku przez Ludwika Amadeusza Sabaudzkiego, przyszłego księcia Abruzji, który miał okazję poznać futbol w Ameryce podczas podróży na pokładzie statku Amerigo Vespucci, na którym zaokrętował się jako chorąży. Z założenia jest to druga najstarsza drużyna we Włoszech, ustępując jedynie Torino FCC, założonemu w 1887 roku.
W skład klubu wchodzili przedstawiciele szlachty miejskiej, na czele której stali wspomniany już Luigi Amedeo z Sabaudii-Aosty i Alfonso Ferrero de Gubernatis Ventimiglia. Aktywność piłkarska ograniczała się do derbów przed ligą przeciwko Torino Football & Cricket Club.
W 1891 roku połączył się z Torino Football & Cricket Club, tworząc Internazionale Torino, klub, którego prezesem został Luigi Amedeo di Savoia-Aosta.

## Struktura klubu

### Stadion
Drużyna rozgrywała swoje mecze domowe w Turynie na boisku w Parco del Valentino, który może pomieścić 50 widzów.

## Kibice i rywalizacja z innymi klubami

### Derby
- Torino Football & Cricket Club